# Технологичен парк
Технологичен парк (съкратено Технопарк) е комплекс, в който са обединени научни институти, промишлени предприятия, бизнес центрове, изложбени площи и учебни заведения.
Според Международната асоциация на технологичните паркове, технопарк е организация, управлявана с цел увеличение на благосъстоянието на местните общности чрез пропагандиране на инновационна култура, а също така подобряване на конкурентнопспособността на иновативни бизнес и научни организации. За постигане на целта си технопаркът стимулира и управлява потоците знания и технологии между университети, научноизследователски институти, компании и пазара. Той улеснява създаването и разрастването на компании с помощта на инкубационни процеси и процеси на разрояване на нови компании от съществуващите (на английски: spin-off). Технопаркът осигурява висококачествени офис площи и инфраструктура, както и други услуги.